# Massignieu-de-Rives
Massignieu-de-Rives ist eine französische Gemeinde im Département Ain in der Region Auvergne-Rhône-Alpes. Sie gehört zum Kanton Belley im Arrondissement Belley. Die Bewohner nennen sich Massignolants.

## Geografie
Die Gemeinde Massignieu-de-Rives liegt fünf Kilometer östlich von Belley. Zur Gemeinde gehören neben der Hauptsiedlung auch die Weiler Grand Écrivieu und Sillins und ein Teil des Sees Lac du Lit au Roi. Dieser See ist Teil des Rhône-Umleitungskanals. Der natürliche Lauf der Rhône bildet im Westen die Gemeindegrenze und die Grenze zum Département Savoie. Massignieu-de-Rives grenzt, im Norden an Cressin-Rochefort, im Osten an Lucey, im Südosten an Jongieux und Yenne, im Südwesten an Parves-et-Nattages und im Nordwesten an Magnieu. 

## Bevölkerungsentwicklung
| Jahr                       | 1962 | 1968 | 1975 | 1982 | 1990 | 1999 | 2011 | 2021 |
| Einwohner                  | 302  | 323  | 305  | 404  | 412  | 498  | 625  | 642  |
| Quellen: Cassini und INSEE |      |      |      |      |      |      |      |      |

## Sehenswürdigkeiten

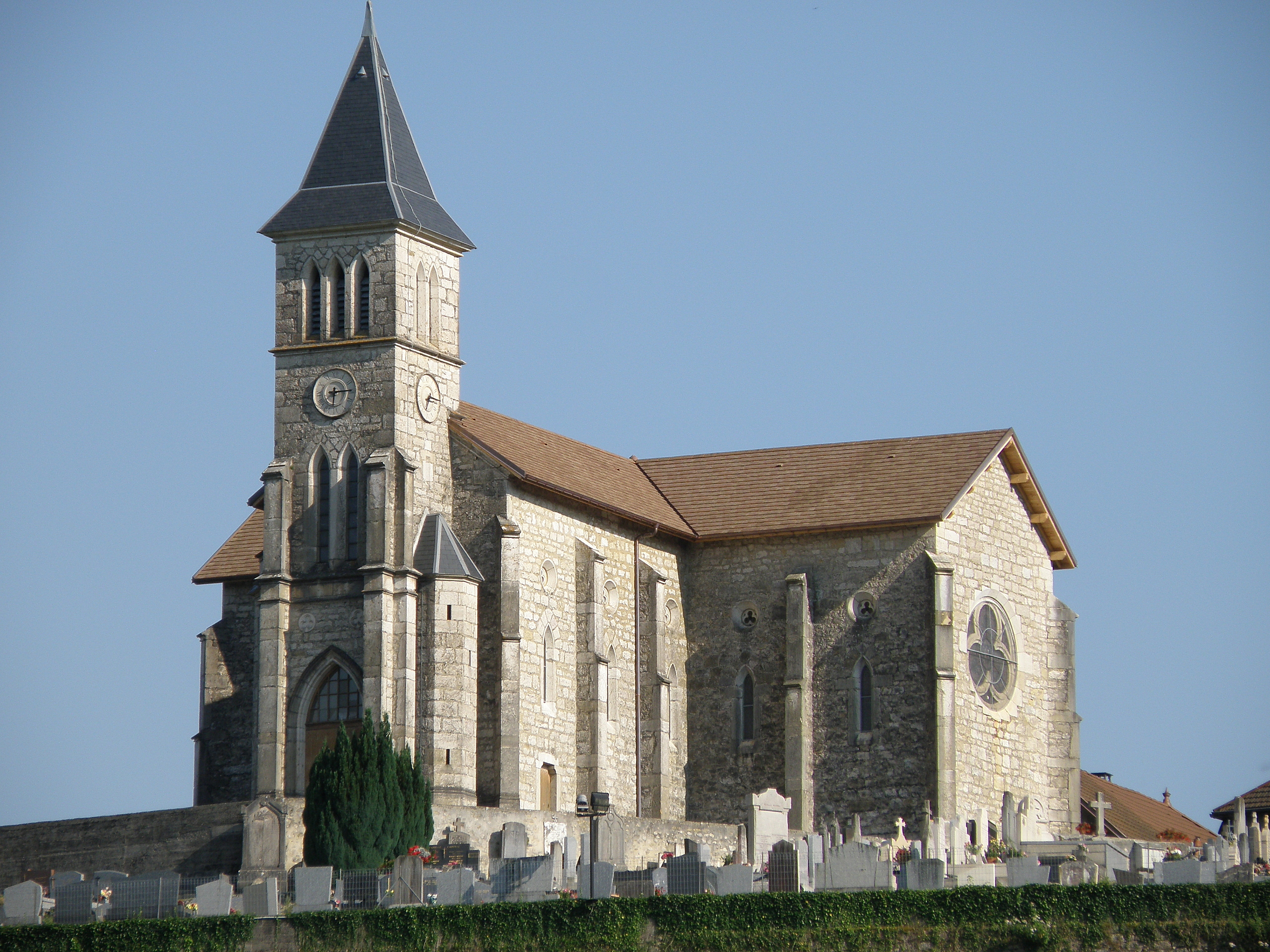
Kirche Saint-Martin
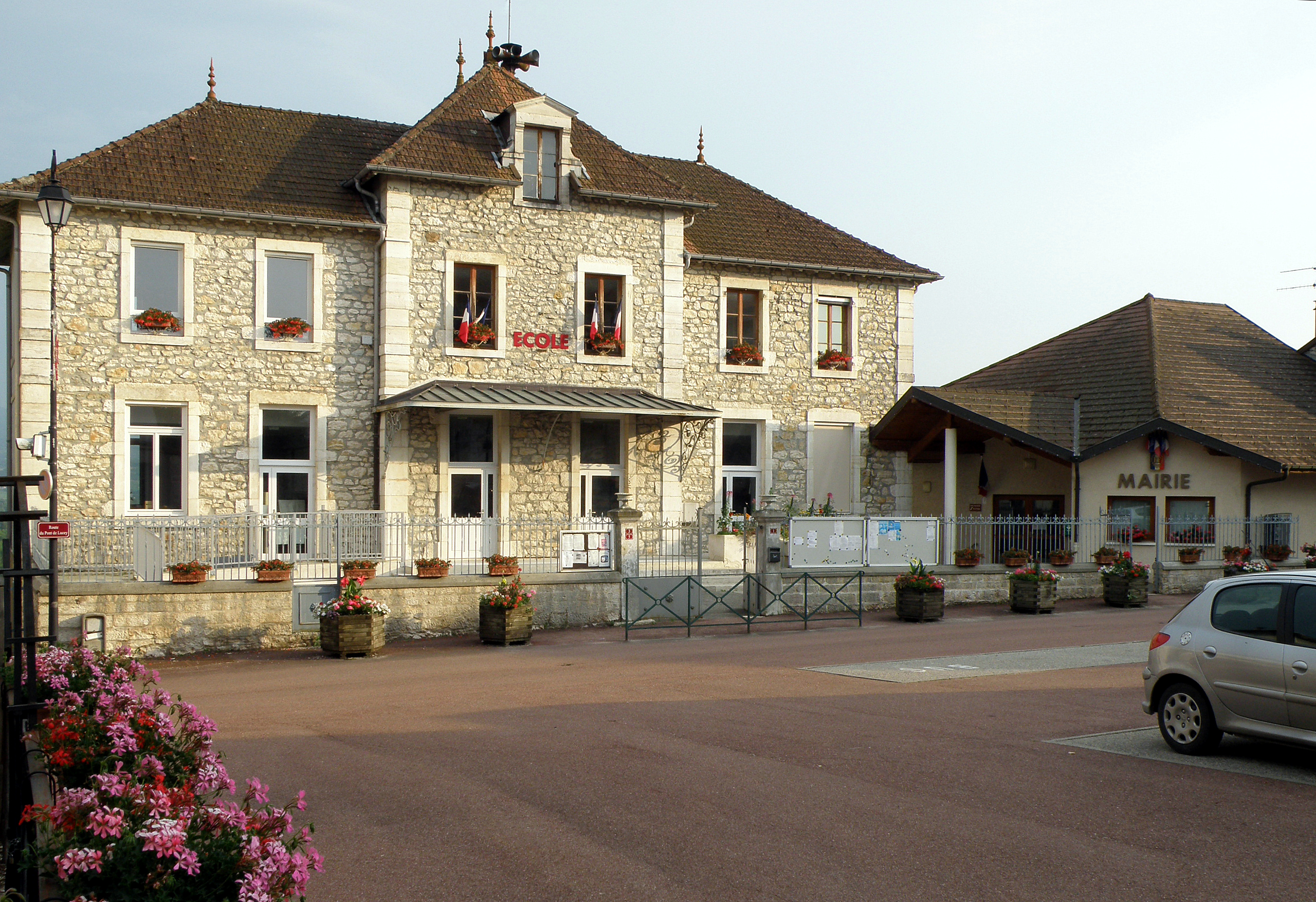
Mairie und Schule
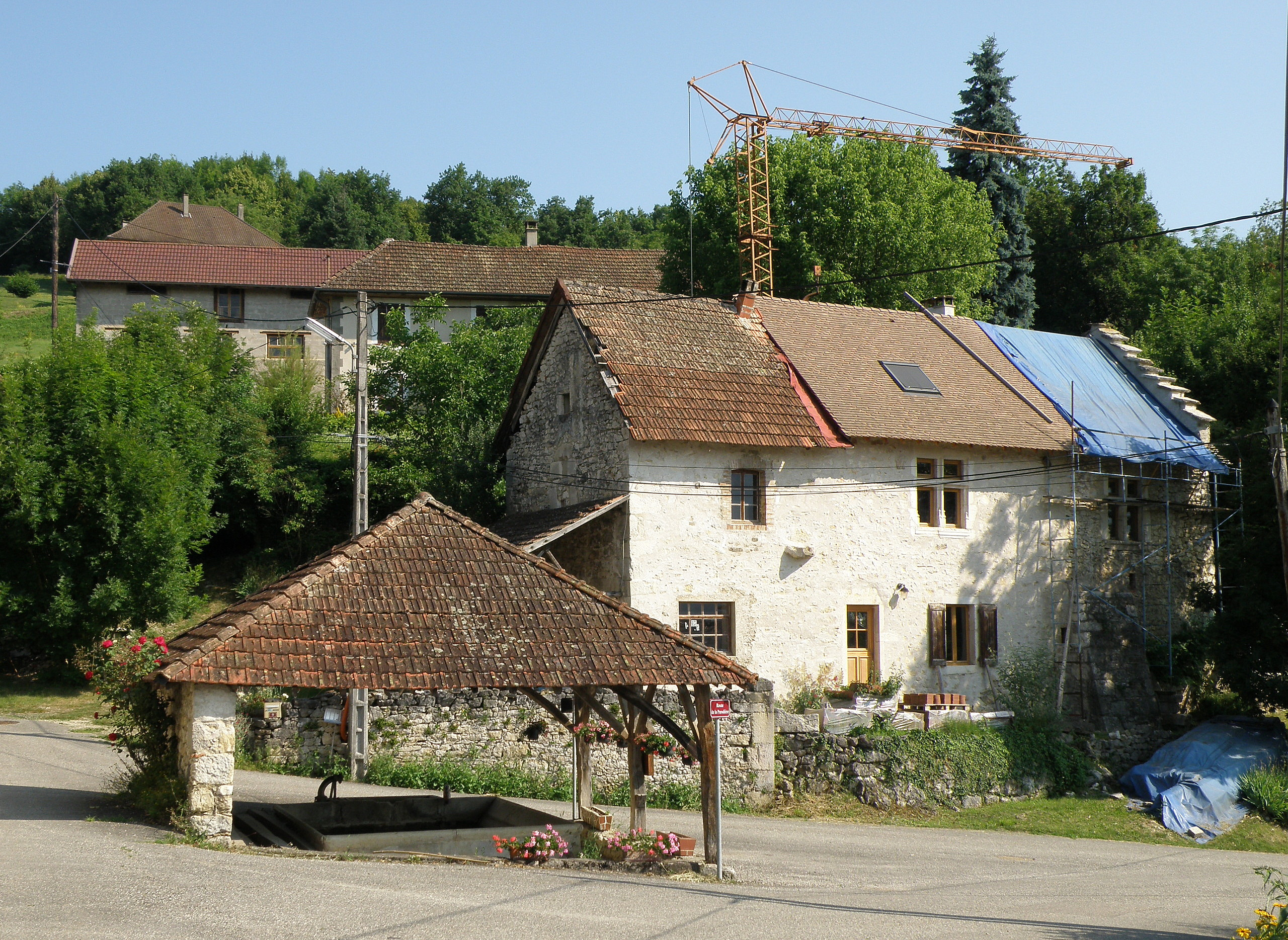
Lavoir Grand Écrivieu
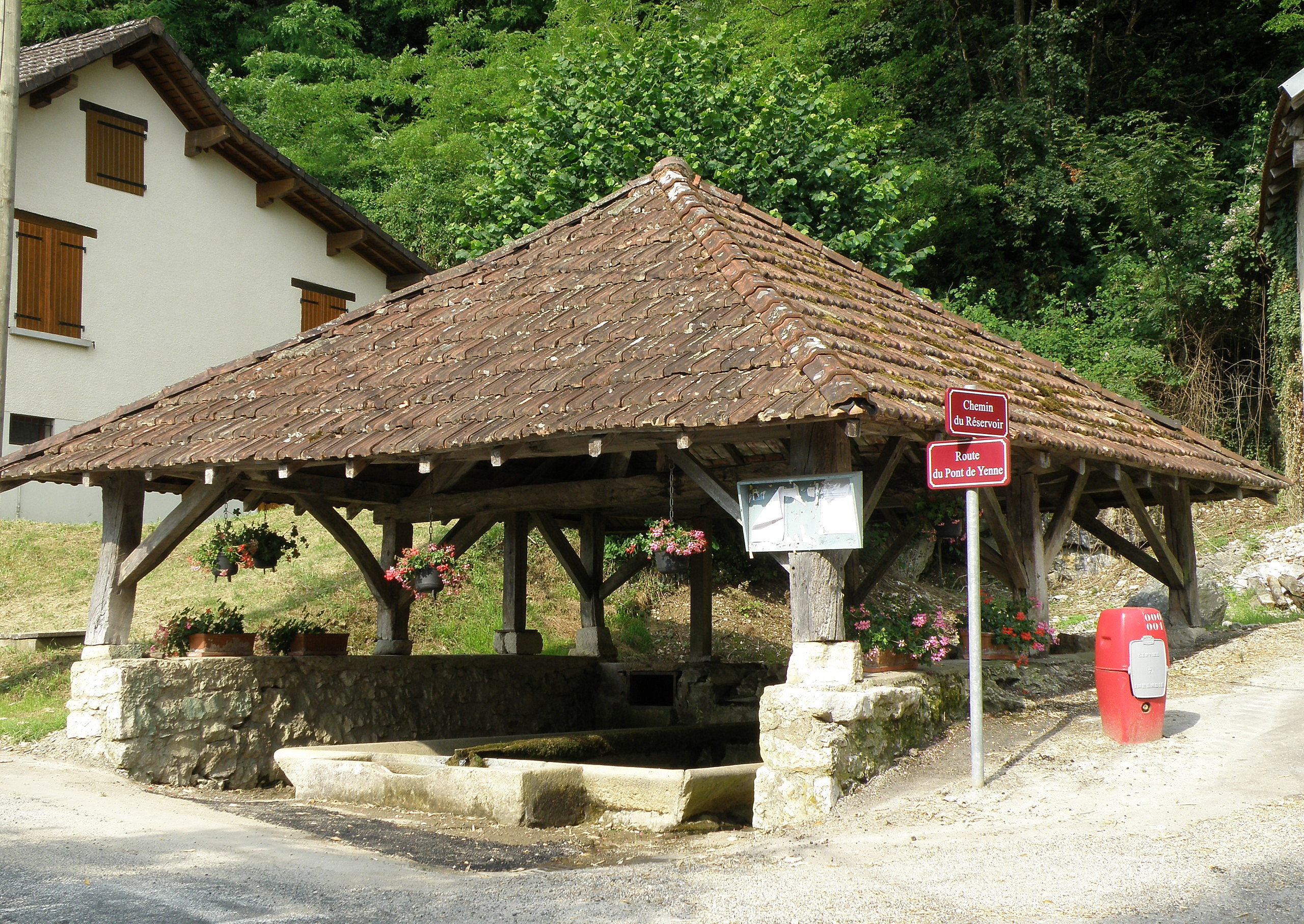
Lavoir Sillins
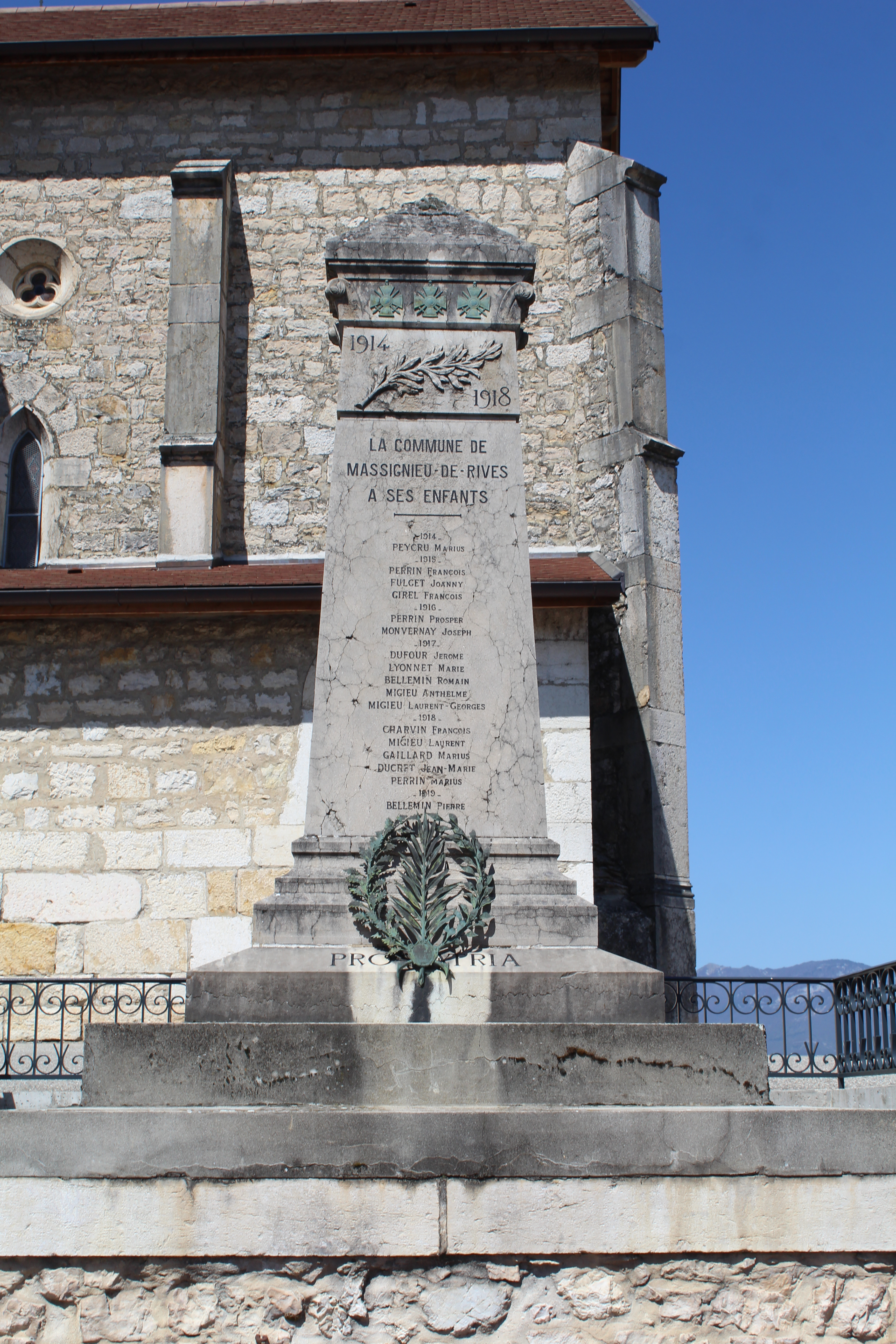
Gefallenendenkmal

- Kirche Saint-Martin
- Mairie und Schule
- Lavoir Grand Écrivieu
- Lavoir Sillins
- Gefallenendenkmal

## Wirtschaft
Rebflächen in Massignieu-de-Rives sind für die Herkunftsbezeichnung Vin du Bugey zugelassen.